# Черкаське (Краматорський район)
Черка́ське — селище в Україні, адміністративний центр Черкаської селищної громади Краматорського району Донецької області.

## Географія
Черкаське розташоване за 146 км від обласного центру та 29 км від районного центру, на березі річки Сухий Торець. Найближча залізнична станція Шидловська (за 1 км).

## Історія
Черкаське засноване у 1698 році. Існують відомості, що село заснувано Костянтином Донець-Захаржевським — сином полковника Григорія Донця. У XVIII—ХІХ століттях землі села належали поміщикам: Шидловським, Щабельським, Юрициним. Наприкінці ХІХ — початку ХХ століть найбільше земель було у пана Шабельського, який мав на правому березі річки Сухий Торець великий маєток, в якому до німецько-радянської війни розташовувався зооветеринарний технікум.
У 1917—1918 роках перебувало у  складі УНР та Української Держави.
Восени 1919 року, під час більшовицької окупації, в селищі було створено волосний виконавчий комітет, головою якого призначено було Ф. І. Стрижака.

## Населення

### Мова
Розподіл населення за рідною мовою за даними перепису 2001 року:
| Мова            | Кількість | Відсоток |
| --------------- | --------- | -------- |
| українська      | 3530      | 91.66%   |
| російська       | 279       | 7.25%    |
| циганська       | 14        | 0.36%    |
| білоруська      | 12        | 0.31%    |
| вірменська      | 7         | 0.18%    |
| румунська       | 3         | 0.08%    |
| інші/не вказали | 6         | 0.16%    |
| Усього          | 3851      | 100%     |

## Економіка
В селищі діє крейдяно-вапняковий завод; консервна промисловість.

## Особистості
- Биков Леонід Федорович — український актор, режисер і сценарист.
- Литвинов Володимир Дмитрович — український історик культури і перекладач з латини.
- Сіробаба Володимир Якович (1924—2001) — український письменник та журналіст, 18 років очолював Спілку журналістів України.
- Гавриш Іван Іванович — за виконання військового обов'язку під час Другої світової війни отримав звання Героя Радянського Союзу.